# San Román de Basa
San Román de Basa est un village de la province de Huesca, situé à environ trois kilomètres à l'est de la ville de Sabiñánigo, dans le Vallibasa. Il se trouve à proximité des villages d'Osán et d'Isún de Basa. Il compte aujourd'hui 5 habitants.